# Ben Gardane
Ben Gardane (též Bengardane, francouzsky Benguerdene, arabsky بنڤردان nebo بن ڤردان‎, Bin Guirdan) je přímořské město na jihovýchodě Tuniska, blízko hranic s Libyí. V roce 2014 v něm žilo asi 80 tisíc obyvatel. Spadá do medeninského guvernorátu.
Za druhé světové války zde Spojenci postavili vojenské letiště, po roce 1943 ale bylo opuštěno a dnes je jeho prostor používán jen jako zemědělská půda. Díky své poloze na obchodní trase z Tuniska do Libye je dnes Ben Gardane známé hlavně jako obchodní centrum. V červnu se zde každoročně pořádá velbloudí festival.
V březnu 2016 čelilo útokům Islámského státu.